# 라이언 케슬러
라이언 제임스 케슬러(영어: Ryan James Kesler, 1984년 8월 31일 ~ )는 미국의 아이스하키 선수로 포지션은 센터다. 최근까지 내셔널 하키 리그(NHL)의 애너하임 덕스에서 부주장으로 뛰었다.